# Zeng Guoqiang
Zeng Guoqiang, född 18 mars 1965 i Dongguan, är en kinesisk före detta tyngdlyftare.
Han blev olympisk guldmedaljör i 52-kilosklassen i tyngdlyftning vid sommarspelen 1984 i Los Angeles.